# Кузина, Марина Александровна
Мари́на Алекса́ндровна Ку́зина (Ко́йфман) (род. 19 июня 1960) — российская скрипачка, педагог, Заслуженный деятель искусств Российской Федерации (2006), лауреат IV Всероссийского конкурса скрипачей (Казань, 1981), профессор кафедры струнных инструментов, а также заведующий кафедрой камерного ансамбля, струнного квартета и концертмейстерского мастерства Новосибирской государственной консерватории имени М. И. Глинки. Художественный руководитель ансамбля «Блестящие смычки».

## Биография и творческая деятельность
Один из ведущих педагогов Новосибирска. C 1975 по 1979 училась в Новосибирском музыкальном училище в классе Заслуженного работника культуры РФ Г. С. Турчаниновой. Окончила оркестровый факультет Новосибирской государственной консерватории (НГК) в 1985 г. и аспирантуру в 1991 г. по классу З. Н. Брона и в своей педагогической деятельности, начавшейся в НГК в 1990 г., продолжает и развивает заложенные им традиции новосибирской скрипичной школы. В её классе обучаются учащиеся Городской школы искусств № 29, учащиеся и студенты Новосибирской специальной музыкальной школы (колледжа), студенты Новосибирского музыкального колледжа, а также студенты, магистранты, аспиранты НГК, в том числе из Вьетнама, Испании, Японии, Республики Корея.
Под её руководством несколько десятков человек закончили НГК, многие прошли аспирантуру. Марина Александровна Кузина воспитала целую плеяду лауреатов международных конкурсов. Её ученики — А. Галиханов, О. Гирунян, Д. Зиатдинова, Ли Сын Ын, Д. Нестеренко, И. Пак, О. Пак, Л. Сморгунер, Е. Таросян, Е. Толпыго, Э. Яновицкая, И. Наборщиков, А. Танака, А. Лахина, М. Лазарева, Ф. Тажина, С. Промое, Н. Мальцева, М. Баева-Кузнецова, А. Сорокин — неоднократно побеждали на международных соревнованиях в России, Германии, Польше, Франции, Австрии, Республике Корея, США и других странах мира.
Как авторитетный педагог-методист, даёт мастер-классы в учебных заведениях Сибири, а также в Корее, Японии, Вьетнаме, Германии, Италии, Австрии, Швейцарии, Португалии, Украине, США и Франции. Марина Александровна Кузина выступает на научных конференциях, является председателем жюри международных и региональных конкурсов.
Концертирующий скрипач, выступала с сольными концертами как в России, так и за рубежом. Участвует в различных музыкальных ансамблях. В 1993 г. создала ансамбль «Блестящие смычки» из учеников своего класса, концертировавший в городах Сибири, в Испании, Республике Корея, Финляндии и США. В 2010 г. на базе ансамбля «Блестящие смычки» образовался камерный оркестр, который даёт концерты в Новосибирске, других городах Сибири, в различных городах Южной Кореи, а также в Израиле и Франции. С оркестром выступают многие именитые музыканты, такие как лауреат международных конкурсов Павел Колесников, победитель Международного конкурса им. П. И. Чайковского (1998) Денис Шаповалов, лауреат международных конкурсов Марк Дробинский, Заслуженный артист РСФСР, профессор и заведующий кафедры МГК им. П. И. Чайковского Сергей Кравченко, Заслуженный артист России, доцент МГК им. П. И. Чайковского Кирилл Родин, российский виолончелист, музыкальный педагог, критик и телеведущий Артём Варгафтик, советский и немецкий скрипач и музыкальный педагог, заслуженный деятель искусств РСФСР, Народный артист РФ Захар Брон и многие другие. В марте 2015 и в мае 2016 камерный ансамбль принимал участие в программах Второго и Третьего Транссибирского Арт-Фестиваля, давая концерты как в Новосибирске, так и в различных городах Израиля. В рамках фестиваля с коллективом выступали такие выдающиеся музыканты как композитор и концертирующая пианистка Лера Ауэрбах, виолончелист Александр Князев, пианист и дирижёр Константин Лифшиц, а также организатор фестиваля, скрипач Вадим Репин.